# You are free
《You are free》是日本樂團恰克與飛鳥1993年發行的單曲之一。

## 概要
《You are free》是從恰克與飛鳥1993年專輯《RED HILL》上挑選出曲目、重新製作成單曲CD發售的作品。當年曾被選為日本飲料廠朝日啤酒推出的罐裝咖啡「SUPER J.O」廣告歌曲。
唱片在格式上採用12cm規格CD，並在唱片外盒包裝上附帶著金色側標，與當時同一日發行、附帶著銀色側標的恰克與飛鳥另一單曲《為何您不歸來》互相並映。
《You are free》的音樂影片PV上，有邀請香港小姐李嘉欣一同參與演出。
華語歌手葉倩文曾於1994年分別翻唱《You are free》的國語、粵語版，其中粵語版被受賞為當年十大勁歌金曲即十大中文金曲之一。

## 收錄歌曲
1.You are free
※作詞．作曲：飛鳥涼 編曲：澤近泰輔
2.向星星許願
翻唱由Ned Washington與Leigh Harline創作、用於迪士尼1940年的動畫《木偶奇遇記》中的美國老歌。
※作詞：Ned Washington 作曲：Leigh Harline 重製編曲：服部隆之
3.對世界說聖誕快樂
是恰克與飛鳥於1992年發行的專輯《GUYS》收錄歌曲之一，此為重新編曲演唱的版本。
※作詞．作曲：飛鳥涼 重製編曲：Jess Bailey & 飛鳥涼 & 服部隆之
4.You are free
《You are free》卡啦OK伴奏版。
※作曲：飛鳥涼 編曲：澤近泰輔

## 翻唱華語歌手
葉蒨文
國語版歌名：《離開情人的日子》；收錄於同名專輯『離開情人的日子』（1994年）。
※國語版歌詞：鄭淑妃
粵語版歌名：《女人的弱點》；亦收錄於同名專輯『女人的弱點』（1994年）。
※粵語版歌詞：潘源良

## 收錄專輯
首張專輯收錄
- RED HILL（1993年）

精選專輯收錄
- GREATEST HITS（1998年）
- CHAGE&ASKA VERY BEST ROLL OVER 20TH（1999年）
- Asian Communications Best（2008年）

其它
- STAMP（2002年）※重新編曲演唱版本

## 外部連結
（日語）《You are free》：恰克與飛鳥官方網站唱片介紹 （页面存档备份，存于）